# Palazzo della Credenza
Il palazzo della Credenza (Palass dla Chërdensa in piemontese) è uno storico edificio gotico del centro storico della città canavesana di Ivrea in Italia.

## Storia
Il palazzo venne costruito sul principio del XIV secolo in quella che allora era la piazza del Mercato (oggi piazza della Credenza) nella città alta di Ivrea.
L'edificio divenne quindi sede e luogo di riunione dei Credendari, consiglieri comunali del Medioevo chiamati a formare il Parlamento del libero Comune di Ivrea del XIV secolo.
Il palazzo svolse questa funzione, nonostante l'evolversi del panorama politico ed istituzionale, sino alla fine XVII secolo: nel 1681, infine, gli Organi di Governo di Ivrea chiesero al duca Vittorio Amedeo II il permesso di spostare il luogo di riunione del Consiglio municipale presso la casa Caffarelli, situata in piazza Giacosa di fronte all'attuale teatro Giacosa. Il palazzo della Credenza, infatti, mostrava i segni del tempo e riportava i danni causati dalle macerie che gli erano cadute sopra a seguito dell’esplosione ed al crollo della torre nord-occidentale del vicino castello di Ivrea, colpita da un fulmine il 17 giugno 1676.

## Descrizione
L'edificio, elevato su tre piani, è realizzato in cotto e presenta un porticato ad archi ogivali e finestre a sesto acuto ai piani superiori.

## Galleria d'immagini

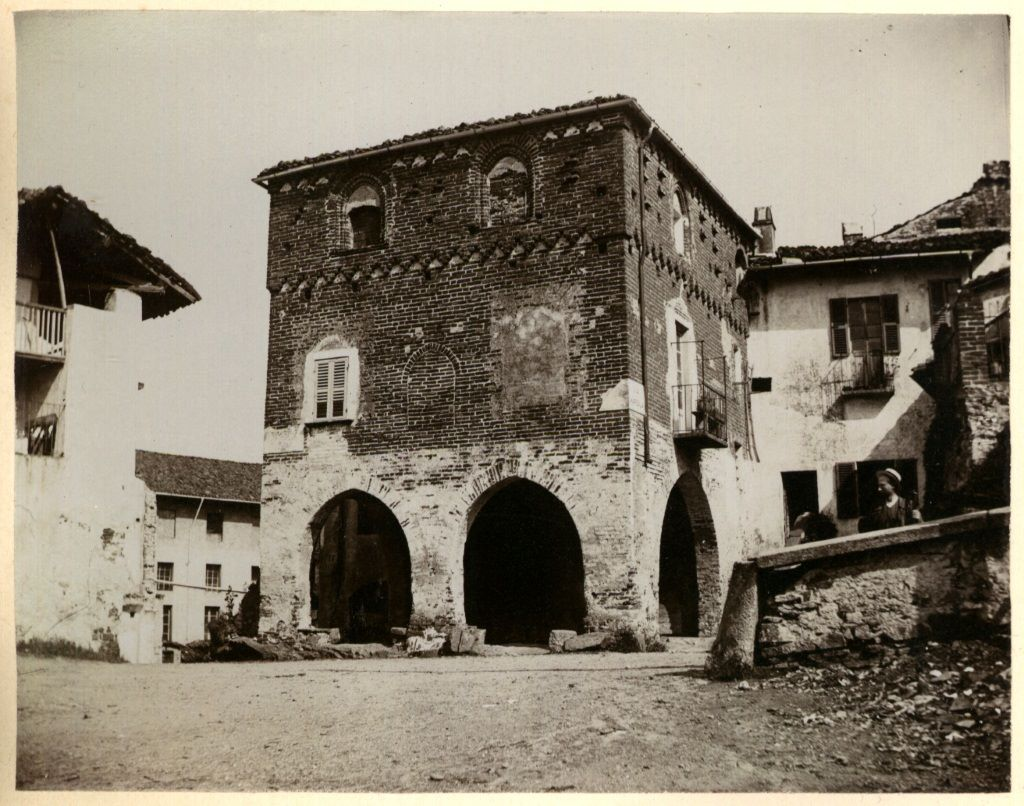
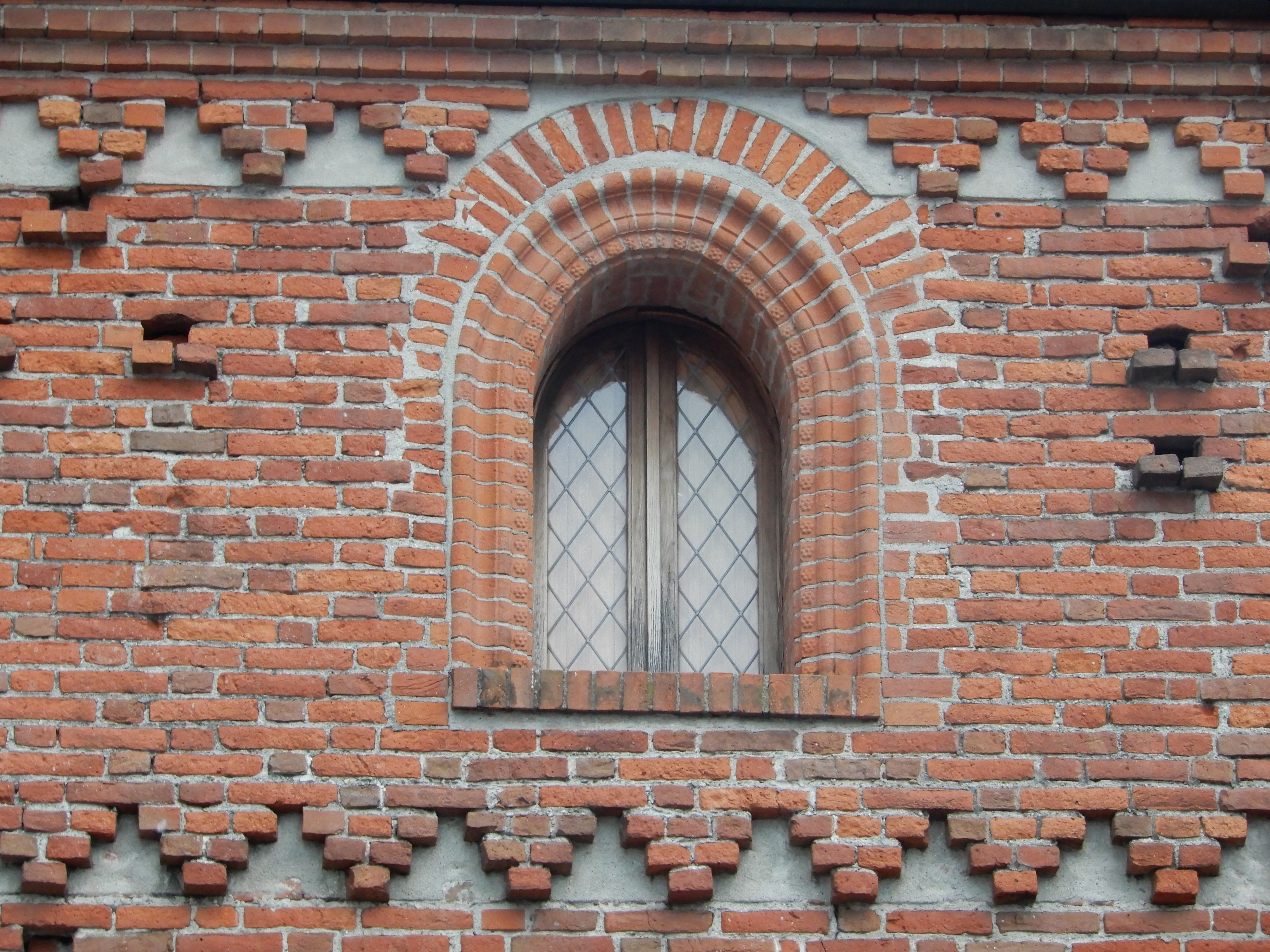
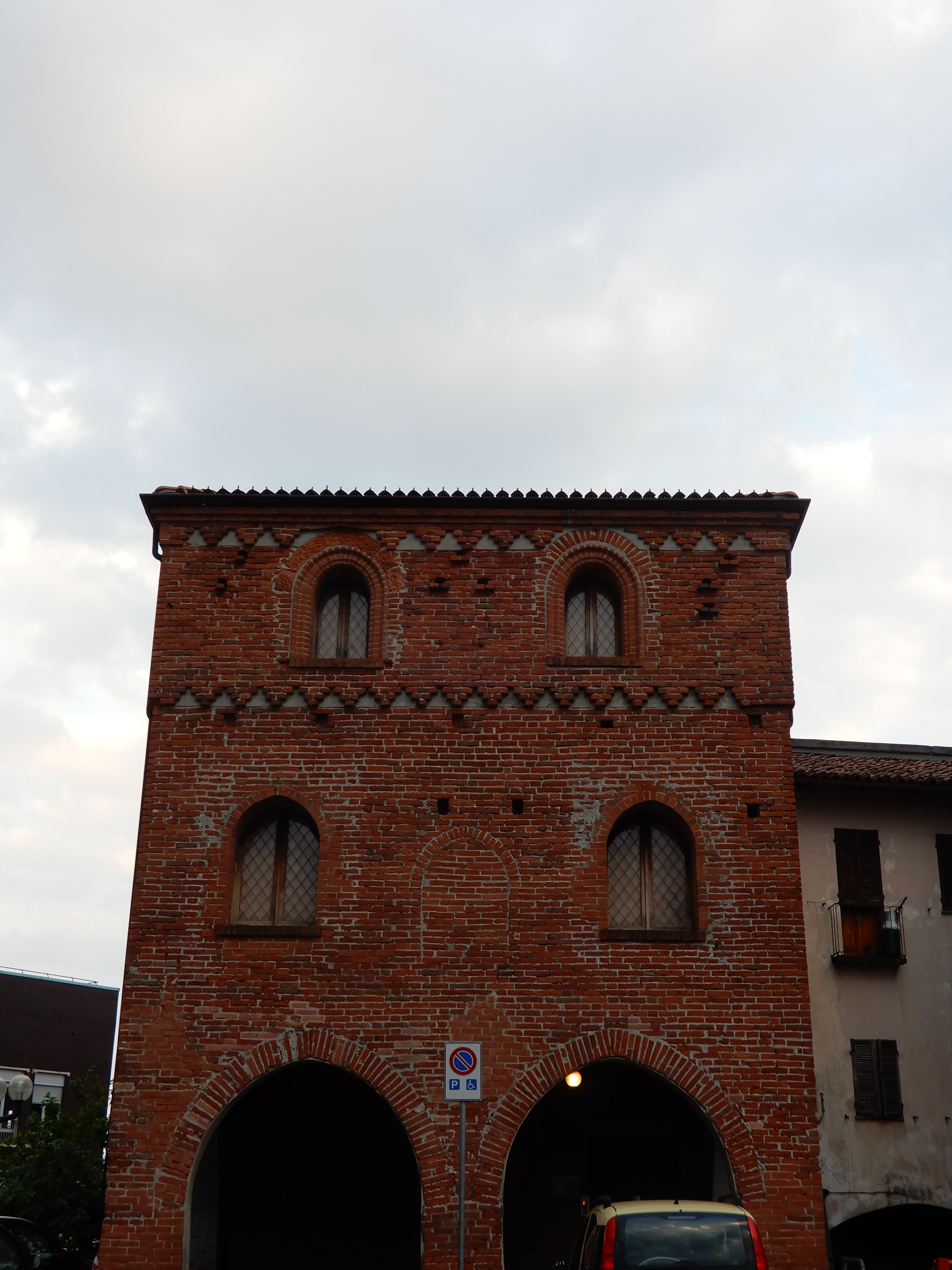